# Convair 880
El Convair 880 fue un reactor comercial estadounidense de fuselaje estrecho, producido por la división Convair de General Dynamics. Fue diseñado para competir contra el Boeing 707 y el Douglas DC-8, siendo más pequeño, pero más rápido, un hueco en el que no consiguió crear demanda. Cuando fue presentado se declaró que, con 990 km/h de velocidad, era el transporte a reacción más rápido del mundo. Sólo se produjeron 65 Convair 880 en sus años de producción de 1959 a 1962, y General Dynamics se retiró finalmente del mercado comercial después de considerar el proyecto del 880 como un fracaso. El Convair 990 Coronado fue una variante alargada y más rápida del 880.

## Desarrollo

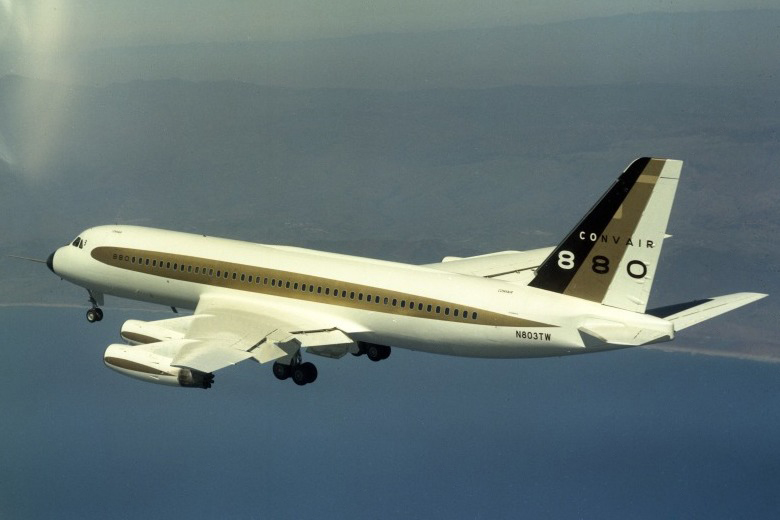
Un prototipo del Convair 880. El modelo realizó su primer vuelo el 27 de enero de 1959.

Convair comenzó el desarrollo de un reactor comercial de alcance medio en abril de 1956, para competir contra los productos anunciados de Boeing y Douglas. Inicialmente, el diseño fue llamado Skylark, pero el nombre fue más tarde cambiado a Golden Arrow, luego Convair 600 y finalmente 880, refiriéndose ambos números a su velocidad máxima de 600 mph (970 km/h) u 880 pies/s (268 m/s). Estaba propulsado por turborreactores General Electric CJ-805-3, una versión civil del J79 que propulsaba a los Lockheed F-104 Starfighter, McDonnell Douglas F-4 Phantom y Convair B-58 Hustler.
El primer ejemplar del Certificado de Tipo de la FAA del Model 22, versión inicial de producción (no se construyó ningún prototipo), realizó su primer vuelo el 27 de enero de 1959. Después de que comenzara la producción, la Administración Federal de Aviación ordenó añadir instrumentación adicional, que Convair instaló en una joroba "de carreras" en la parte superior del fuselaje, en lugar de destrozar los interiores sobre el área del ala. El montaje final de los 880 y 990 tuvo lugar en las instalaciones de Convair en San Diego, California.

## Diseño

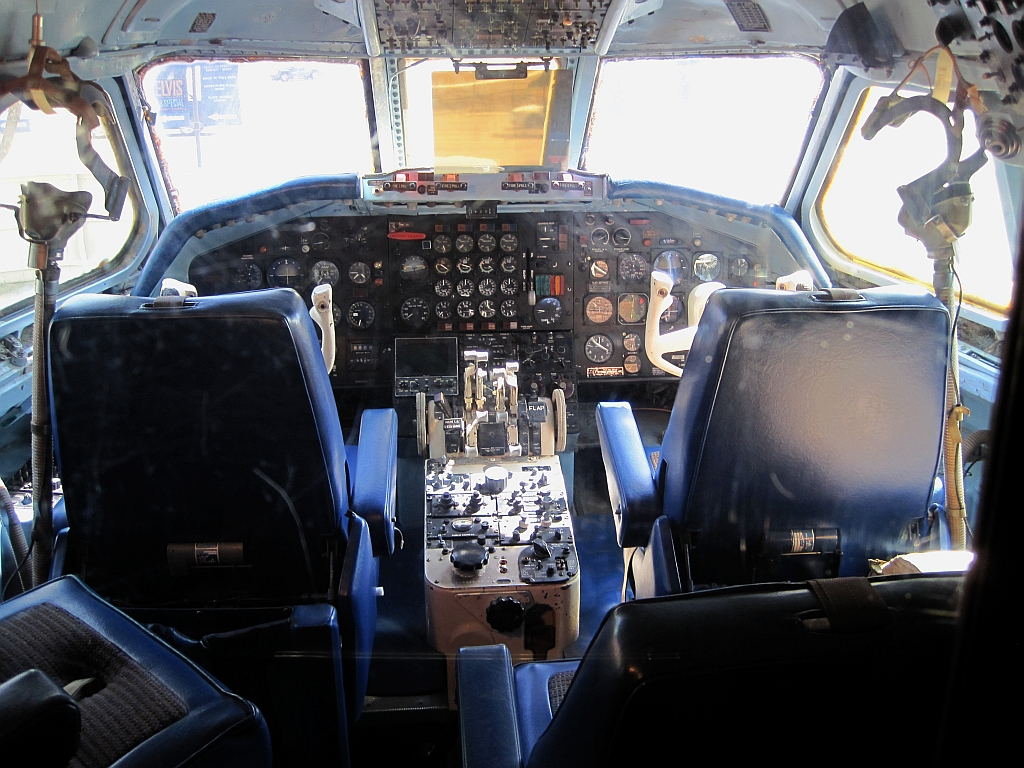
Cabina del Convair 880.

El avión comercial nunca fue usado ampliamente, y la línea de producción cerró después de sólo tres años. La acomodación de cinco asientos del 880 lo hizo poco atractivo para las aerolíneas, mientras que Boeing fue capaz de superarlo con el Boeing 720, que podía venderse a un precio significativamente menor, ya que era una modificación mínima del 707 existente. Además, los motores General Electric tenían un consumo específico mayor que los Pratt & Whitney JT3C del Boeing.
General Dynamics perdió alrededor de 185 millones de dólares en el tiempo que duró el proyecto, aunque algunas fuentes estiman pérdidas mucho mayores. El avión estuvo envuelto en 17 accidentes y cinco secuestros.
Una versión modificada del 880 básico fue la "-M", que incorporaba cuatro slats de borde de ataque por ala, flaps tipo Krueger de borde de fuga entre el fuselaje y los motores interiores, timón asistido eléctricamente, motores de mayor empuje, capacidad de combustible aumentada, tren de aterrizaje reforzado, mayor ajuste entre asientos y una disposición más simple de los compartimientos superiores.
Una modificación más importante al 880 se convirtió en el Convair 990, producido en paralelo con el 880-M entre 1961 y 1963. Swissair bautizó a los suyos como Coronado, por una isla en la costa de San Diego y donde aterrizó el primer 990.

## Historia operacional

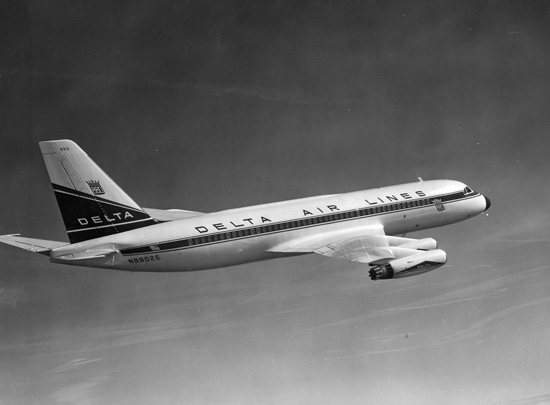
El 880 entró en servicio con Delta Air Lines en mayo de 1960.

El diseño entró en servicio con Delta Air Lines en mayo de 1960, modificado ligeramente como 880-22M, con la versión 805-3B más nueva de los motores. Los 880 fueron volados por Cathay Pacific, Delta, Japan Airlines, Northeast Airlines, Swissair, TWA y VIASA.
Cuando abandonaron el servicio comercial, muchos 880 fueron comprados por American Jet Industries para varios usos. Un ejemplar fue convertido en carguero en 1974, y voló hasta 1982 con varias compañías. Otro fue usado para entrenar a examinadores de vuelo de la FAA, hasta que resultó destruido por una explosión menor en la zona de carga en 1995. La mayor parte de los ejemplares restantes fue desguazada por el año 2000.
La Armada de los Estados Unidos adquirió un 880-M en 1980, modificándolo como cisterna en vuelo. Había sido comprado a Convair por la FAA, y se había usado durante 18 años. Designado no oficialmente como UC-880, fue asignado al Centro de Pruebas Aeronavales en la Estación aeronaval del Río Patuxent, Maryland, y empleado en las pruebas del misil de crucero Tomahawk y en procedimientos de reabastecimiento de aeronaves. El UC-880 resultó destruido en una descompresión explosiva de la zona de carga en la Estación aeronaval del Río Patuxent, Maryland, en 1995. Se consideró que el avión habría sido controlable usando los sistemas de respaldo si la descompresión hubiera ocurrido en vuelo.

## Variantes
880 (Model 22)
Versión inicial de producción.
880-M (Model 22-M)
Variante mejorada del 880.
UC-880
Un único 880-M usado por la Armada estadounidense.

## Operadores

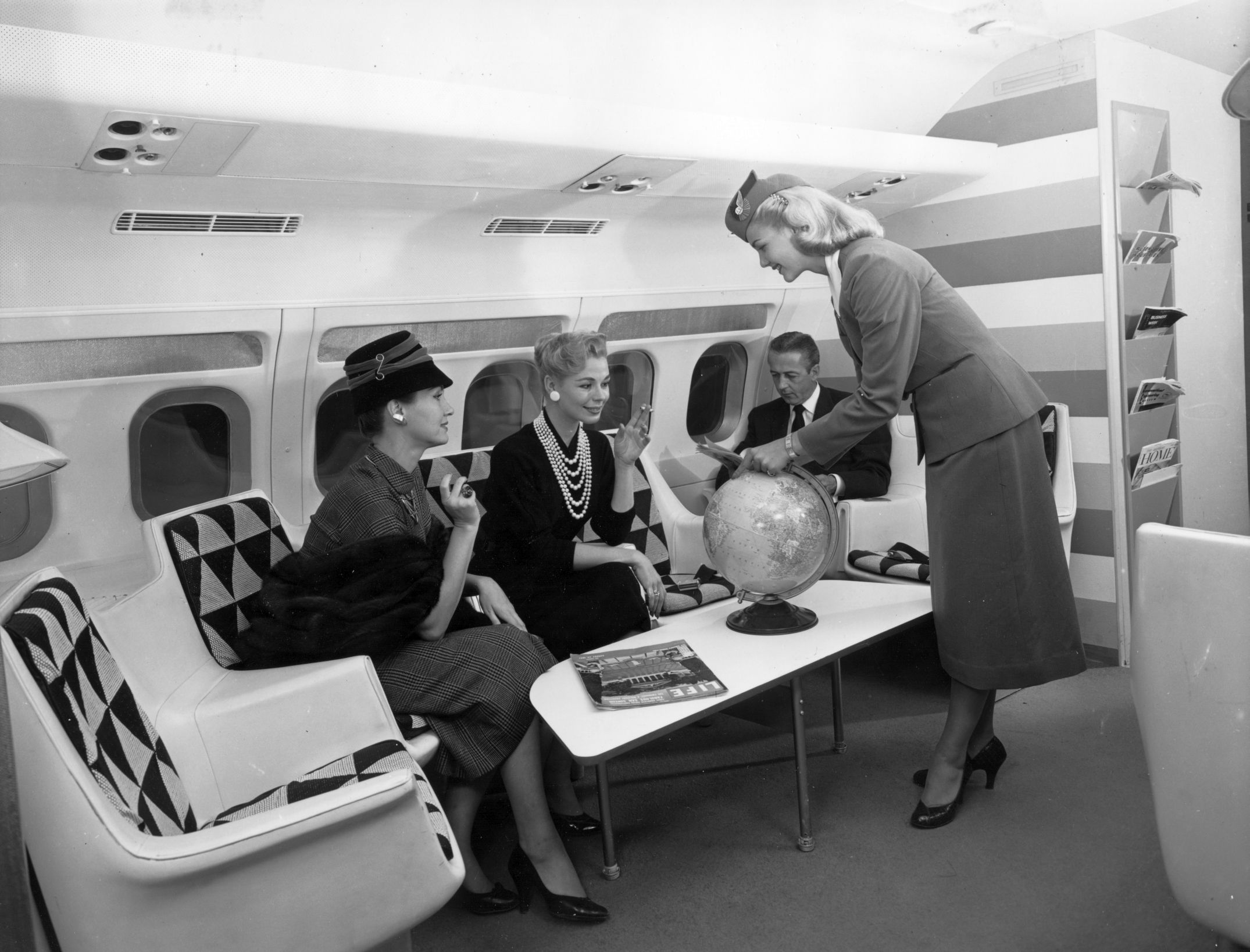
Salón interior de Trans World Airlines, el principal operador del 880.

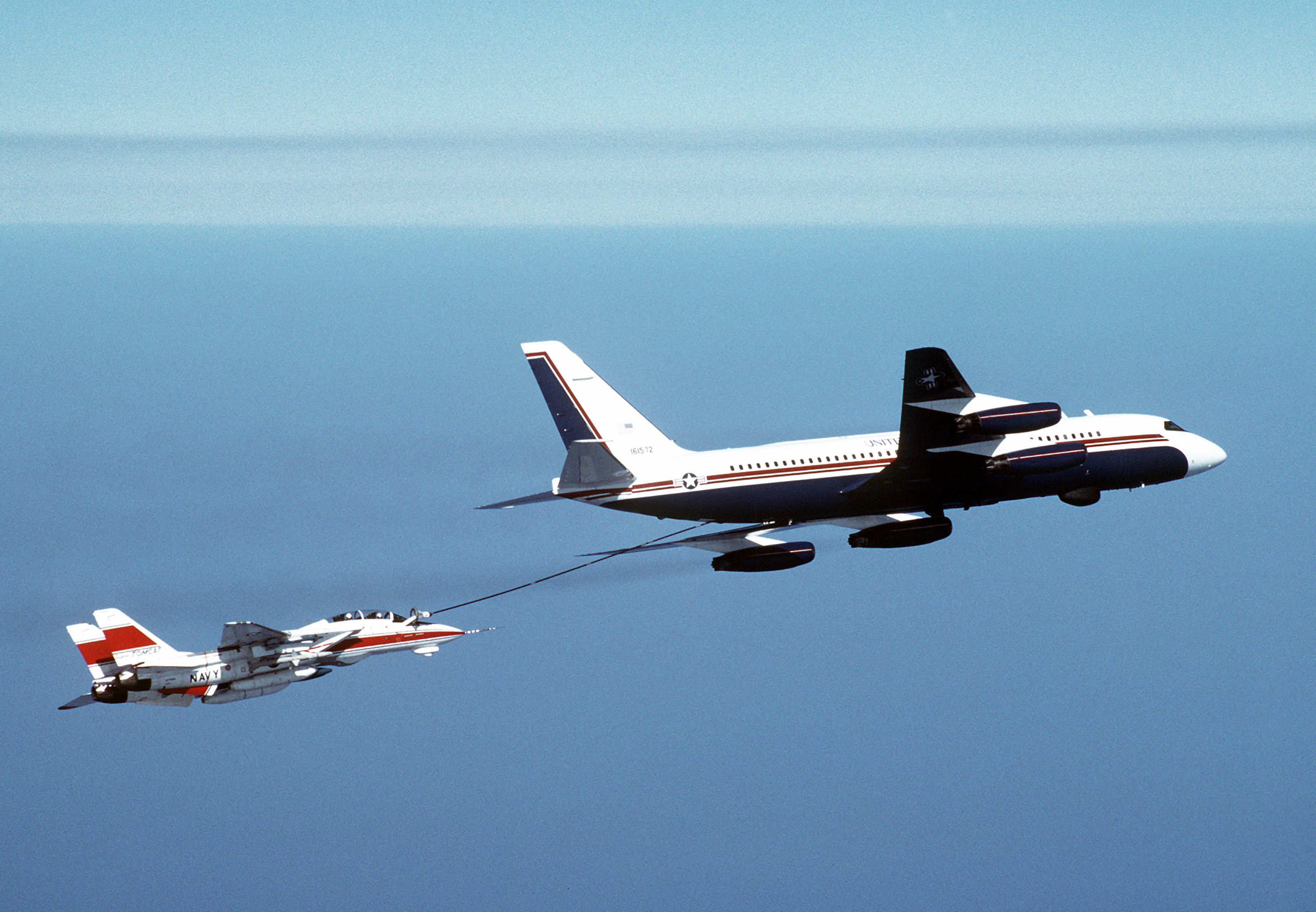
El Convair UC-880 repostando a un F-14 Tomcat.

### Civiles
- Air Malta[7]
- Air Viking (en alquiler)
- Airtrust Singapore (en alquiler)
- Alaska Airlines
- American Jet Industries
- Bahamas World[8]
- Cathay Pacific♠
- Civil Air Transport♠ (CAT)
- Delta Air Lines♠
- Elvis Presley Enterprises (este avión está en exhibición en Graceland en Memphis)
- Federal Aviation Administration♠ (FAA)\
- Flying Fish Company[9]
- Holiday Magic Finland[10]
- Hughes Tool Company ♠
- Inair Panama (en alquiler)
- Japan Air Lines♠
- Japan Domestic Airlines
- Jetaway Travel Club[11]
- Jonian Airlines[12]
- LANICA
- Latin Carga (comprado a Delta Air Lines)
- Monarch Airlines (en alquiler)
- National Aeronautics and Space Administration (NASA)[13]
- Northeast Airlines
- Onyx Aviation[14]
- Pan West[15]
- Profit Express[16]
- Rainbow Air[15]
- Rowan Drilling Company[17]
- Trans World Airlines♠ (TWA)
- Torco Drilling Co.[18]
- Sunfari Travel Club[19]
- SunJet International[20]
- Swissair♠
- VIASA♠
- WINGS[21]

(♠ = operadores de lanzamiento)

### Militares
Estados Unidos
- Armada de los Estados Unidos: un Convair UC-880 como bancada/reabastecimiento en vuelo.

## Accidentes e incidentes
- El 23 de mayo de 1960, el Vuelo 1903 de Delta Air Lines, un CV-880-22-1 (N8804E), se estrelló al despegar desde el Aeropuerto Municipal de Atlanta (actualmente Aeropuerto Internacional Hartsfield-Jackson), resultando en la pérdida de los cuatro tripulantes. Este vuelo iba a ser una salida de entrenamiento para dos capitanes de Delta que se estaban cualificando en el 880. En la rotación, el avión elevó el morro, alabeó a la izquierda y luego, más abruptamente, a la derecha, momento en que golpeó el suelo, se rompió y fue consumido por un incendio.[22]
- El 26 de agosto de 1966, un CV-880-22M-3 (JA8030) de Japan Air Lines se estrelló durante el despegue desde el Aeropuerto Internacional de Haneda durante un vuelo de entrenamiento, muriendo los cinco tripulantes. Cuando el morro se elevó, el avión guiñó a la izquierda por razones desconocidas. El motor número uno golpeó la pista y el avión se salió de la misma, cayendo el morro. Los cuatro motores se separaron del avión, así como el morro y el tren principal izquierdo, iniciándose un incendio. El avión había sido alquilado a Japan Domestic Airlines.[23]
- El 5 de noviembre de 1967, el Vuelo 033 de Cathay Pacific, un CV-880-22M-3 (VR-HFX) se salió de pista al despegar desde el Aeropuerto Internacional Kai Tak tras una pérdida de control, después de que reventara la rueda derecha del tren delantero, muriendo una persona de las 127 a bordo.[24]
- El 20 de noviembre de 1967, el Vuelo 128 de la TWA se estrelló en la aproximación al Aeropuerto Internacional de Cincinnati/Norte de Kentucky. Murieron 70 personas y sobrevivieron 12.[25]
- El 24 de junio de 1969, el Vuelo 90 de Japan Air Lines, un CV-880-22M-3 (JA8028, Kikyo), se estrelló al despegar desde el Aeropuerto Internacional del Condado de Grant, Washington, muriendo tres de los cinco tripulantes. El vuelo trataba simular el despegue con un motor apagado. La potencia se redujo en el motor número cuatro durante el despegue, pero el avión continuó guiñando a la derecha hasta que ese motor golpeó la pista. El avión resbaló fuera de la misma y se incendió.[26]
- El 15 de junio de 1972, una bomba hizo explosión a bordo del Vuelo 700Z de Cathay Pacific sobre Pleiku, Vietnam del Sur, muriendo los 81 pasajeros y tripulantes.[27]
- El 20 de diciembre de 1972, el Vuelo 575 de North Central Airlines, un McDonnell Douglas DC-9-31, colisionó durante el despegue contra el Vuelo 954 de Delta Air Lines, un Convair 880 (N8807E), cuando el Convair 880 cruzaba la pista en el Aeropuerto Internacional O'Hare en Chicago, Illinois. Sólo dos personas del Convair 880 resultaron heridas, pero 10 murieron y 15 resultaron heridas a bordo del DC-9.[28]
- El 20 de agosto de 1977, un CV-880-22-2 (N8817E) de Monarch Aviation golpeó unos árboles y se estrelló poco después de despegar desde el Aeropuerto Internacional Juan Santamaría, Costa Rica, debido a la sobrecarga, muriendo los tres tripulantes.[29]
- El 3 de noviembre de 1980, un CV-880-22-2 (YV-145C) de Latin Carga se estrelló al despegar desde el Aeropuerto Internacional de Maiquetía Simón Bolívar, Caracas, Venezuela, durante un vuelo de entrenamiento de tripulaciones, muriendo los cuatro tripulantes.[30]
- El 11 de mayo de 1983, un CV-880-22-2 (N880SR) de Groth Air se incendió en el Aeropuerto Internacional de la Ciudad de México, Ciudad de México.[31]
- En octubre de 1986, un CV-880-22M-3 (N5863) de la FAA fue destruido intencionalmente en una prueba con un aditivo antinebulización del combustible en Mojave, California.[32]

## Supervivientes

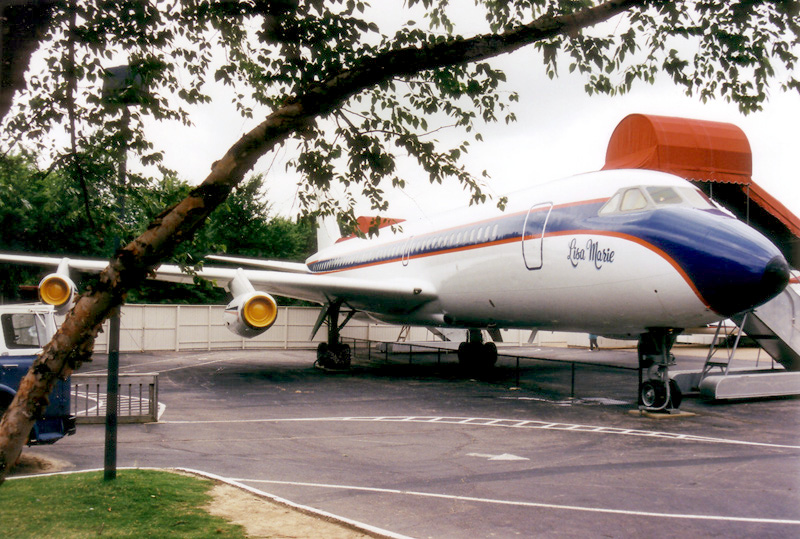
Convair 880 de Elvis, bautizado Lisa Marie por su hija.

- 1: cabina en exhibición en el Delta Flight Museum en Atlanta, Georgia.[33]
- 3: fuselaje delantero en exhibición en el Aviation Hall of Fame and Museum of New Jersey en Teterboro, Nueva Jersey.[34][35] Está en préstamo de Scroggins Aviation.[36]
- 23: fuselaje delantero en exhibición en el Tillamook Air Museum en Tillamook, Oregón. En préstamo de Scroggins Aviation.[37][38][39]
- 35: avión completo almacenado en Scroggins Aviation en Mojave, California.[40]
- 38 Lisa Marie: en exhibición en Graceland en Memphis, Tennessee:[41][42] antiguo N8809E con Delta, Elvis Presley lo compró en 1975 y lo bautizó así por su hija.[43][44] En enero de 2015 fue puesto a la venta y finalmente recuperado por Elvis Presley Enterprises y exhibido como parte de la colección del Presley Museum.[45]
- 58: convertido en salón en East London, Sudáfrica:[46] esta célula fue convertida en un reactor de negocios en los años 70 (matrícula N88CH). Fue comprado por el gobierno de Ciskei en 1987 con la intención de que fuera usado por el presidente Lennox Sebe, pero permaneció en el Aeropuerto de Bhisho durante varios años debido a la falta de fondos para ponerlo en estado de vuelo. En 1992, el avión fue comprado por Billy Nel, que lo hizo transportar a su residencia al norte de East London, Sudáfrica. El interior vip de los años 70 con sofás, camas y un bar permanece intacto y se usa para funciones privadas. Uno de los motores fue donado al Muso del Motor de Stutterheim.[6][47]

## Especificaciones

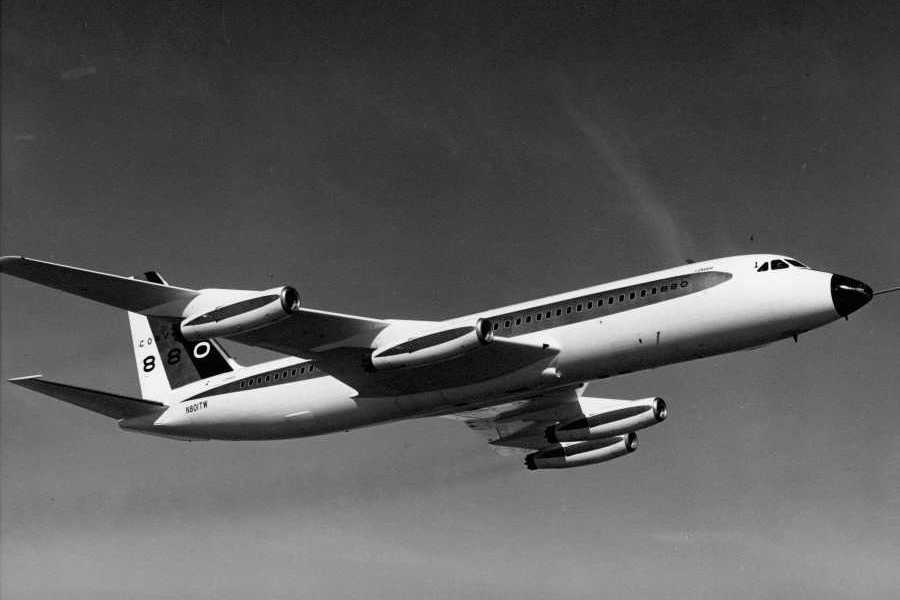
El 880 estaba propulsado por cuatro turborreactores subalares General Electric CJ-805.

| Variante                 | 22 | 22-M |
| ------------------------ | --- | --- |
| Tripulación              | 3 | 3 |
| Capacidad                | 110 pasajeros / 24 000 libras (10 886,2 kg)                                                                     | 110 pasajeros / 24 000 libras (10 886,2 kg)                                                                     |
| Largo                    | 129 pies 4 pulgadas (39,4 m)                                                                                    | 129 pies 4 pulgadas (39,4 m)                                                                                    |
| Altura                   | 36 pies 3,75 pulgadas (11,07 m)                                                                                 | 36 pies 3,75 pulgadas (11,07 m)                                                                                 |
| Ala                      | 120 pies 0 pulgadas (36,6 m) de envergadura, 2000 pies cuadrados (18 580,6 dm²) de área (1:7,2 de alargamiento) | 120 pies 0 pulgadas (36,6 m) de envergadura, 2000 pies cuadrados (18 580,6 dm²) de área (1:7,2 de alargamiento) |
| Perfil alar              | raíz: NACA 0011-64 (modificado); punta: NACA 0008-64 (modificado)                                               | raíz: NACA 0011-64 (modificado); punta: NACA 0008-64 (modificado)                                               |
| Peso vacío               | 87 400 libras (39 643,9 kg)                                                                                     | 94 000 libras (42 637,6 kg)                                                                                     |
| Capacidad de combustible | 10 584 galones americanos (40 064,8 L)                                                                          | 12 538 galones americanos (47 461,5 L)                                                                          |
| MTOW                     | 184 500 libras (83 687,7 kg)                                                                                    | 193 000 libras (87 543,3 kg)                                                                                    |
| 4× turborreactor         | General Electric CJ-805-3                                                                                       | General Electric CJ-805-3B                                                                                      |
| Potencia unitaria        | 11 650 libras (51,8 kN)                                                                                         | 11 650 libras (51,8 kN)                                                                                         |
| Vel. crucero             | 870-990 km/h | 870-990 km/h |
| Techo                    | 41 000 pies (12 496,8 m)                                                                                        | 41 000 pies (12 496,8 m)                                                                                        |
| Alcance                  | 2472 millas náuticas (4578,1 km)                                                                                | 2503 millas náuticas (4635,5 km)                                                                                |
| Carga alar               | 450,4 kg/m2 | 471 kg/m2 |
| Despegue                 | 8750 pies (2667,0 m)                                                                                            | 7550 pies (2301,2 m)                                                                                            |
| Aterrizaje               | 6250 pies (1905,0 m)                                                                                            | 5350 pies (1630,7 m)                                                                                            |

1. ↑  Con depósitos en sección central opcionales.
2. ↑  Crucero máx. a 22 500 pies (6858,0 m) (con MTOW), crucero económ. M-0,82 a 35 000 pies (10 668 m) y peso de 140 000 libras (63 502,9 kg).
3. ↑  22 500 libras (10 205,8 kg) de carga y 14 000 libras (6350,3 kg) de reserva de combustible.
4. ↑  24 000 libras (10 886,2 kg) de carga y 16 000 libras (7257,5 kg) de reserva de combustible.
5. ↑  A 135 000 libras (61 234,9 kg).

## Aeronaves relacionadas

### Desarrollos relacionados
- Convair 990 Coronado

### Aeronaves similares
- Shanghai Y-10
- Boeing 720
- Boeing 707
- Douglas DC-8
- Vickers VC10
- Ilyushin Il-62

### Secuencias de designación
- Secuencia Numérica (interna de Convair): ← 9 - 11 - 21 - 22 - 23 - 24 - 27 - 30 - 31 - 37 - 48 - 58-9 →